# Johannes Van Horne
Pour les articles homonymes, voir Van Horne.
Johannes Van Horne est un médecin et anatomiste hollandais, né en 1621 à Amsterdam et mort en 1670 à Leyde. Il est l'auteur de planches anatomiques de myologie, réputées en leur temps. Considérées comme perdues à la fin du XVIIIe siècle, elles sont redécouvertes en 2016 dans la bibliothèque interuniversitaire de santé de Paris.

## Biographie
Van Horne commence ses études de médecine à l'université d'Utrecht, et part en Italie pour se perfectionner. Il sert d'abord dans les troupes de la République de Venise, puis il fait le tour des universités de Bâle, de Montpellier et d'Orléans.
De retour à Amsterdam, il obtient la chaire d'anatomie et de chirurgie, puis celle de Leyde en 1653. Enseignant de renom, il a pour élèves Nicolas Sténon (1638-1686), Frederik Ruysch (1638-1701), et Jan Swammerdam (1637-1680).
En plus de sa langue maternelle, Van Horne connaissait sept langues. Pour ses travaux anatomiques, il emploie les services du peintre allemand Martinus Saagmolen (1620-1669).
Il meurt le 5 janvier 1670 à Leyde. Son éloge funèbre est prononcée par Charles Drelincourt (1633-1697).

## Travaux
En 1652, il s'attribue la découverte du canal thoracique chez l'homme (sac de Van Horne), que Bartolomeo Eustachi (~1500-1574) avait vu chez le cheval et Jean Pecquet (1622-1674) chez les animaux (citerne de Pecquet).
Il est le premier à décrire la réelle structure des testicules, et à donner le nom « d'ovaires » à ce qu'on appelait « testicules des femmes ». Une partie de ces travaux aurait été utilisée par Reinier de Graaf (1641-1673) pour le follicule de Graaf. Il en serait de même pour ses travaux sur les conduits salivaires avec Nicolas Sténon et Thomas Wharton (1614-1673), pour le canal de Sténon et le canal de Wharton.

Avec Saagmolen, il produit un grand nombre de planches anatomiques, dont les figures furent jugées de toute beauté par les contemporains, mais il n'en publia aucune.
« L’illustre Van Horne m’a montré parmi ses curiosités [...] des  figures très élaborées de tous les muscles du corps humain, splendides par leur couleur naturelle, et correspondant par leurs dimensions à la taille d’un enfant de quatre ans ; il dit qu’il a pris soin de les faire exécuter par un artiste de grand talent, et il pense qu’un tel ouvrage n’existe nulle part.» (Lettre de Ole Borch, en date du 21 avril 1661, adressée à Thomas Bartholin).
À sa mort, sa collection personnelle de dessins représentait 4 volumes in-folio et 2 volumes in-4. Elle est acquise au début  du XVIIIe siècle par Herman Boerhaave (1658-1738) et rachetée par son élève, le médecin suisse Théodore Tronchin (1709-1781). L'ensemble était considéré comme perdu, lors de la dispersion de la bibliothèque de Tronchin en 1784.

## Dessins anatomiques

### Histoire et redécouverte de la collection
Un lot provenant de la bibliothèque de Tronchin est acquis par Étienne Anisson-Dupéron (1749-1794), collectionneur et directeur de l'Imprimerie royale, car il contient les dessins du peintre  Gérard de Lairesse (1641-1711) pour l'anatomiste Govard Bidloo (1649-1713). Nul ne s'aperçoit que ce lot contient aussi la myologie de van Horne.
Anisson-Dupéron est guillotiné en 1794, et le lot « Lairesse » est acquis par la bibliothèque de l'École de santé de Paris en 1796, continuée par la Bibliothèque interuniversitaire santé.  En 2016, à l'occasion de recensements pour préparer deux expositions en France et aux Pays-Bas, des dessins inconnus sont découverts dans le lot Lairesse. Selon les découvreurs : « Ceux qui ont l’habitude du travail quotidien dans de vastes dépôts ne s’en étonneront probablement  pas : de  grands ouvrages difficiles à manier, visiblement assez fragiles, et qu’aucune tradition ne désigne particulièrement à l’attention, peuvent rester longtemps à leur  place  sans qu’aucun curieux ne vienne les interroger. ».
Les premières expertises permettent d'identifier des notes et des signatures de Martinus Saagmolen et des commentaires de Boerhaave, rédigés en marge des planches anatomiques, et qui mentionnent Van Horne comme commanditaire ou auteur.

### Description et interprétations
La myologie de Van Horne se compose de quatre volumes contenant 251 dessins, la plupart à l'échelle 1/2. Le dessin de myologie de l'homme entier vu de dos, appuyé sur une toise, fait 83 cm de la tête aux pieds, ce qui correspond à 166 cm, la taille ordinaire pour l'époque.
Les dessins sont organisés en séries, correspondant à des dissections plan par plan (sujet identique en contour et placement). Le souci de la mesure exacte est nouveau par rapport à celui, plus ancien, des proportions harmoniques. 
Cette représentation apparaît plus moderne, car elle est dépourvue de pathos et d'affects (poses théâtrales devant des paysages élaborés). Plus de décor, ni d'ombres, mais des corps sans vie et inexpressifs (à l'exception de l'homme à la toise) : la beauté anatomique est toujours présente, mais elle provient plus de l'exactitude scientifique que d'un projet artistique ou moral. 
Si les quatre volumes in-folio de Van Horne ont été retrouvés, le doute subsiste sur les deux volumes in-quarto mentionnés par Nicolas Eloy (1714-1788) : s'ils ont disparu ou s'ils ont jamais existé.

## Publications principales

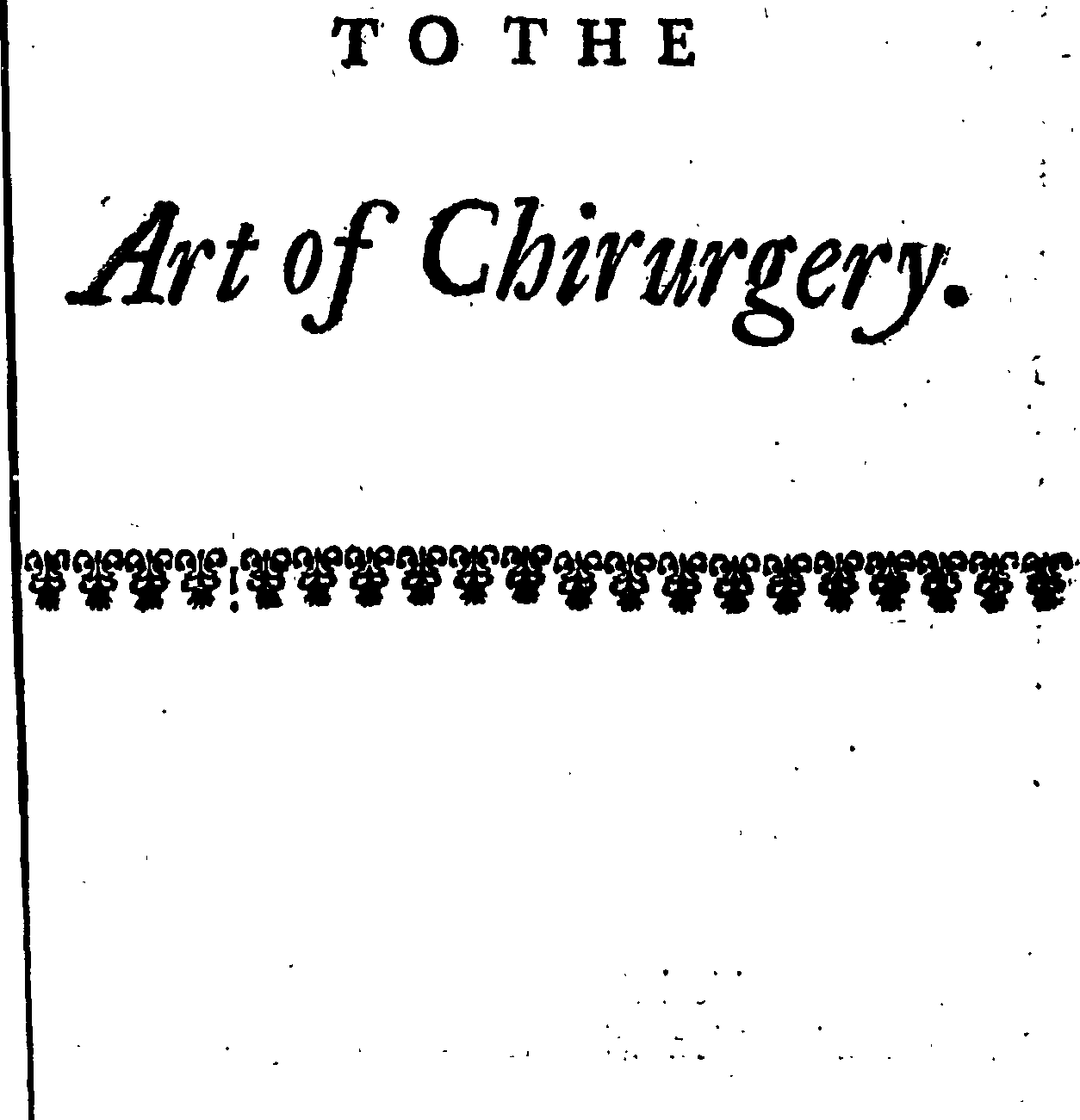
Page de titre de l'édition anglaise de 1730, de Microtechne, id est, brevissima Chirurgiæ Methodus de Johannes Van Horne.

- Exercitationes Anatomicæ..., Leyde, 1649, in-4.
- Novus ductus chyliferus..., Leyde, 1652, in-4. Il s'attribue la découverte du canal thoracique chez l'homme.
- Microcosmus..., Leyde, 1660, in-12, suivi de 3 éditions en latin et d'une en allemand en 1679. Un abrégé d'anatomie.
- Microtechne..., Leyde, 1663, in-12, suivi de 2 éditions en latin. Un manuel élémentaire de chirurgie.
- Prodromus Observationum suarum circa partes genitales..., Leyde, 1668. Observations sur le testicule et l'ovaire, mais il confond l'enveloppe de l'ovule avec l'œuf lui-même[8].
- Opuscula Anatomico-chirurgica..., Leyde, 1708, in-8. Édition posthume de ses œuvres complètes, avec des notes de Jean-Guillaume Pauli (1657-1723) de l'université de Leipzig[1].